# Zajko Zeba
Zajko Zeba, bosanski nogometaš, * 22. maj 1983, Sarajevo, Jugoslavija.
Trenutno igra za FK Željezničar Sarajevo|Željezničar Sarajevo. Kariero je začel pri FK Željezničarju. Ker tam ni dobil priložnosti za igranje, se je preselil k FK Olimpiku. Kasneje je Zeba igral za NK Brotnjo in Zrinjski. Njegov prvi tuj klub je bil NK Maribor, kjer je navdušil občinstvo in skavte. Tako je kmalu pristal pri FC Kamaz Naberezhnye Chelny, danes pa igra za Željezničar Sarajevo.
Za bosansko-hercegovsko reprezentanco je opravil pet nastopov.